# Космонавтлар (станция метро)
«Космонавтлар» (узб. Kosmonavtlar — «Космонавтов») — станция Ташкентского метрополитена.
Открыта 8 декабря 1984 года в составе первого участка Узбекистанской линии: «Алишера Навои» — «Ташкент».
Расположена между станциями: «Узбекистанская» и «Айбек».

## История
До 1 мая 1992 года станция носила название «Проспект Космонавтов».
Станция получила свое название в честь освоения человеком космоса.
22 апреля 2024 года станция метро «Космонавтов» внесена в Национальный перечень объектов недвижимости материального культурного наследия Узбекистана.

## Характеристика
Станция колонная, трёхпролётная, мелкого заложения с двумя подземными вестибюлями.

## Оформление
Оформление станции — Ситнеков Николай Николаевич.
Архитектурное украшение станции посвящено теме космоса.
Интерьер украшен голубыми керамическими медальонами с изображениями Улугбека, Икара, Валентины Терешковой, Юрия Гагарина, Владислава Волкова и Владимира Джанибекова (автор росписи — художник-монументалист Ган Арнольд Павлович).
Потолок, напоминает «Млечный путь», на котором светятся стеклянные звёздочки.
Путевые стены платформы от пола до потолка по всей длине платформы постепенно переходят от лазурного цвета к тёмно-синему, напоминая атмосферу Земли.
Круглые колонны платформы покрыты стеклом. Также стеклом, металлом, гранитом и мрамором отделаны вестибюли станции. Отделка вестибюлей выполнена, как и станция, на тему освоения космоса.

## Галерея

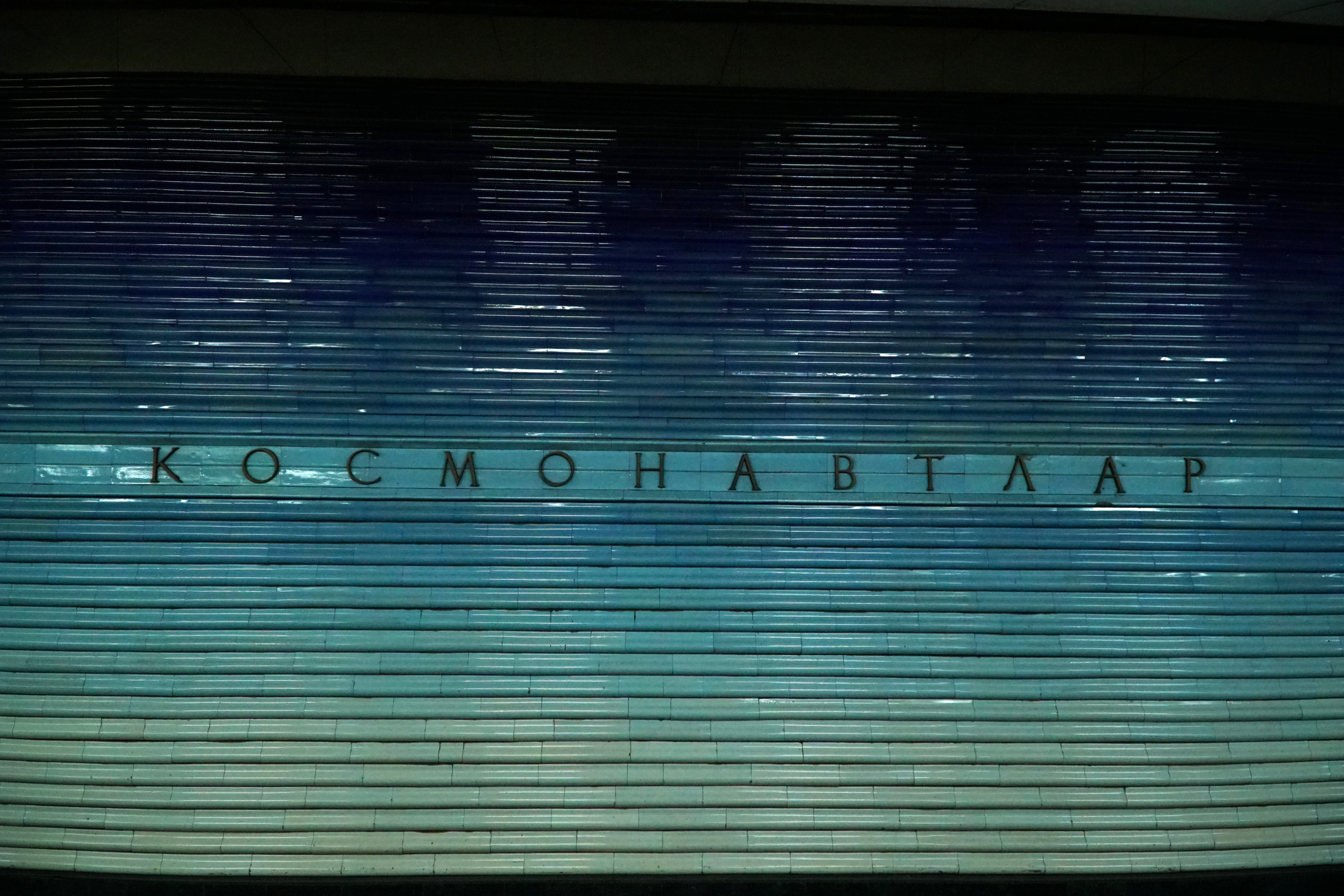